# Yashiki Takajin
Takajin Yashiki (やしきたかじん, 家鋪隆仁, Yashiki Takajin), souvent appelé uniquement Takajin (たかじん), (5 octobre 1949 – 3 janvier 2014) était un chanteur japonais et une personnalité de la télévision.
Né dans l'arrondissement Nishinari-ku à Osaka, au Japon,, il a commencé sa carrière de chanteur dans les années 1970 dans le quartier de Gion, à Kyoto, et a ensuite déménagé à Shimokitazawa, Tokyo en 1980.
En 1981, il a chanté la chanson thème du  premier film de la série Mobile Suit Gundam, Suna no jujika, et il a vendu treize mille CDs. Il  retourna à Osaka en 1982, et il a été actif principalement dans la région du Kansai. Il a chanté beaucoup de chansons sur Osaka, telles que Yappa suki yanen (1986), Osaka koi monogatari (1989), Nametonka (1990) et Tokyo (1993). Il était connu dans le Kansai comme un présentateur de télévision au franc parler. Après avoir rendu public son dégoût de Tokyo, Yashiki a rarement fait des apparitions sur des stations de TV à Tokyo. Il maintenait en outre une "liste noire" des personnes avec lesquelles il ne voulait pas s'afficher. Il portait toujours des lunettes de soleil, soit par goût, soit à cause d'un glaucome.
En janvier 2012, il a annoncé qu'il souffrait d'un cancer de l'œsophage et qu'il allait prendre un congé pour se concentrer sur son traitement. Il fait un courte apparition à la télévision en 2013, mais il meurt le 3 janvier 2014.
Takajin a été propriétaire de cinq chevaux de course dans les années 1998-2006

## Programmes
- Takajin Mune Ippai (Kansai TV (関西テレビ?) (関西テレビ?))
- Takajin no Money (TV Osaka (テレビ大阪?) (テレビ大阪?))
- Takajin no Sokomade Itte Iinkai (Yomiuri TV (読売テレビ?) (読売テレビ?)) (en compagnie, notamment, de Toru Hashimoto)
- Takajin ONE MAN (MBS (毎日放送?) (毎日放送?))
- Muhaha no Takajin (Kansai TV)